# Mistrzostwa Świata w Biathlonie 2017 – sztafeta kobiet
Sztafeta kobiet na Mistrzostwach świata w biathlonie 2017 w Hochfilzen odbyła się 17 lutego. Tytułu z 2016 z Oslo nie obroniły Norweżki, które uplasowały się na 11. miejscu. Złoty medal wywalczyły Niemki, srebrny medal trafił do Ukrainek, natomiast brąz do Francuzek. Polska sztafeta w składzie: Magdalena Gwizdoń, Monika Hojnisz, Kinga Mitoraj i Krystyna Guzik zajęła 7. miejsce.

## Wyniki
| Miejsce | Nr | Zespół                                                                                           | Czas                                      | Strzały (P+S)                            | Strata    |
| ------- | -- | ------------------------------------------------------------------------------------------------ | ----------------------------------------- | ---------------------------------------- | --------- |
| 01 !    | 1  | Niemcy · Vanessa Hinz · Maren Hammerschmidt · Franziska Hildebrand · Laura Dahlmeier             | 1:11:16,6 18:03,6 17:58,5 18:13,9 17:00,6 | 0+2 0+7 0+0 0+2 0+1 0+3 0+0 0+0 0+1 0+2  | –         |
| 02 !    | 3  | Ukraina · Iryna Warwyneć · Julija Dżima · Anastasija Merkuszyna · Ołena Pidhruszna               | 1:11:23,0 18:25,3 17:56,5 18:03,9 16:57,3 | 0+2 0+2 0+0 0+1 0+1 0+1 0+1 0+0 0+0 0+0  | +6,4      |
| 03 !    | 2  | Francja · Anaïs Chevalier · Célia Aymonier · Justine Braisaz · Marie Dorin Habert                | 1:11:24,7 17:53,0 18:31,8 18:14,9 16:45,0 | 0+3 0+4 0+0 0+1 0+0 0+3 0+3 0+0 0+0 0+0  | +8,1      |
| 4.      | 6  | Czechy · Jessica Jislová · Eva Puskarčíková · Veronika Vítková · Gabriela Koukalová              | 1:11:30,6 18:31,3 17:56,0 18:17,6 16:45,7 | 0+3 0+3 0+0 0+0 0+1 0+1 0+2 0+2 0+0 0+0  | +14,0     |
| 5.      | 5  | Włochy · Lisa Vittozzi · Federica Sanfilippo · Alexia Runggaldier · Dorothea Wierer              | 1:11:53,1 18:00,5 17:55,6 18:49,3 17:07,7 | 0+2 0+4 0+0 0+1 0+2 0+1 0+0 0+1          | +36,5     |
| 6.      | 8  | Szwecja · Mona Brorsson · Hanna Öberg · Emma Nilsson · Anna Magnusson                            | 1:12:37,0 18:36,6 17:58,6 18:30,1 17:31,7 | 0+2 0+5 0+0 0+2 0+1 0+0 0+1 0+1 0+0 0+2  | +1:20,4   |
| 7.      | 10 | Polska · Magdalena Gwizdoń · Monika Hojnisz · Kinga Mitoraj · Krystyna Guzik                     | 1:12:39,7 18:09,7 18:21,9 18:43,4 17:24,7 | 0+2 0+4 0+0 0+1 0+2 0+1 0+0 0+2 0+0 0+0  | +1:23,1   |
| 8.      | 16 | Słowacja · Paulína Fialková · Anastasija Kuźmina · Ivona Fialková · Jana Gereková                | 1:12:53,5 18:39,6 17:59,5 18:47,9 17:26,5 | 0+4 0+3 0+1 0+2 0+1 0+1 0+2 0+0 0+0 0+0  | +1:36,9   |
| 9.      | 9  | Białoruś · Nadieżda Skardino · Iryna Kryuko · Nadieżda Pisariewa · Darja Domraczewa              | 1:13:07,3 18:15,6 18:18,8 18:58,1 17:34,8 | 0+2 0+3 0+0 0+1 0+0 0+0 0+2 0+1 0+0 0+1  | +1:50,7   |
| 10.     | 7  | Rosja · Olga Podczufarowa · Swietłana Slepcowa · Irina Starych · Tatjana Akimowa                 | 1:13:32,1 18:23,2 18:36,2 17:44,2 18:48,5 | 1+4 0+4 0+1 0+1 0+0 0+2 0+0 0+0 1+3 0+1  | +2:15,5   |
| 11.     | 4  | Norwegia · Kaia Wøien Nicolaisen · Hilde Fenne · Tiril Eckhoff · Marte Olsbu                     | 1:13:32,7 19:16,4 18:12,0 18:21,4 17:42,9 | 0+2 1+7 0+2 0+0 0+0 0+2 0+0 1+3 0+0 0+2  | +2:16,1   |
| 12.     | 15 | Kazachstan · Galina Wiszniewska · Darja Usanowa · Olga Połtaranina · Alina Rajkowa               | 1:13:51,7 18:35,9 18:34,9 18:18,8 18:22,1 | 0+2 0+7 0+0 0+3 0+2 0+3 0+0 0+0 0+0 0+1  | +2:35,1   |
| 13.     | 12 | Szwajcaria · Aita Gasparin · Selina Gasparin · Lena Häcki · Elisa Gasparin                       | 1:14:40,2 19:34,8 18:18,2 18:54,1 17:53,1 | 0+2 0+6 0+0 0+3 0+1 0+1 0+1 0+2 0+0 0+0  | +3:23,6   |
| 14.     | 22 | Stany Zjednoczone · Clare Egan · Susan Dunklee · Joanne Reid · Madeleine Phaneuf                 | 1:14:53,6 19:13,5 17:19,3 19:15,8 19:05,0 | 0+3 0+10 0+1 0+3 0+0 0+2 0+1 0+3 0+1 0+2 | +3:37,0   |
| 15.     | 14 | Finlandia · Laura Toivanen · Mari Laukkanen · Sanna Markkanen · Kaisa Mäkäräinen                 | 1:16:47,5 19:02,4 18:55,5 21:28,2 17:21,4 | 1+6 2+4 0+1 0+0 1+3 0+0 0+2 2+3 0+0 0+1  | +5:30,9   |
| 16.     | 13 | Kanada · Rosanna Crawford · Julia Ransom · Megan Tandy · Emma Lunder                             | 1:17:16,0 18:59,0 19:59,6 19:19,0 18:58,4 | 0+6 2+7 0+1 0+1 0+1 2+3 0+2 0+2 0+2 0+1  | +5:59,4   |
| 17.     | 23 | Słowenia · Teja Gregorin · Anja Eržen · Urška Poje · Polona Klemenčič                            | 1:17:25,7 18:49,0 18:57,1 19:27,5 20:12,1 | 0+4 0+8 0+1 0+3 0+0 0+3 0+0 0+1 0+3 0+1  | +6:09,1   |
| 18.     | 19 | Korea Południowa · Jekatierina Awwakumowa · Anna Frolina · Ko Eun-jung · Mun Ji-hee              | 1:17:52,3 19:20,6 18:35,3 20:42,9 19:13,5 | 0+7 0+6 0+2 0+2 0+2 0+0 0+2 0+3 0+1 0+1  | +6:35,7   |
| 19.     | 21 | Estonia · Kadri Lehtla · Meril Beilmann · Johanna Talihärm · Kristel Viigipuu                    | LAP 19:31,4 20:37,9 19:18,9               | 0+5 0+3 0+1 0+1 0+1 0+2 0+2 0+0 0+1      | +9:99,8 ! |
| 20.     | 17 | Japonia · Fuyuko Tachizaki · Sari Furuya · Kirari Tanaka · Rina Mitsuhashi                       | LAP 19:01,7 18:32,9                       | 0+4 2+8 0+1 0+2 0+1 0+3 0+2 2+3          | +9:99,8 ! |
| 21.     | 20 | Litwa · Natalija Kočergina · Diana Rasimovičiūtė · Natalija Paulauskaitė · Gabrielė Leščinskaitė | LAP 19:16,8 19:47,1                       | 0+2 1+9 0+0 0+3 0+1 0+3 0+1 1+3          | +9:99,8 ! |
| 22.     | 18 | Bułgaria · Emilija Jordanowa · Desisława Stojanowa · Stefani Popowa · Daniela Kadewa             | LAP 19:43,1 19:09,7                       | 2+4 2+9 0+0 1+3 0+1 0+3 2+3 1+3          | +9:99,8 ! |
| –       | 11 | Austria · Dunja Zdouc · Julia Schwaiger · Christina Rieder · Lisa Hauser                         | DSQ                                       | DSQ                                      | DSQ       |